# Knedle
El knedle es un dumpling relleno de fruta parecido al pierogi. Suelen hacerse con masa de patata. Un ejemplo son los hechos con ciruela, un dulce polaco, croata, bosnio y serbio que suele tomarse a menudo como cena.
La forma exacta de cocinar knedles varía de una región a otra. Mientras el pierogi puede cocerse y luego freírse, el knedle simplemente se cuece y se come sin freír.
Los knedles de ciruela se rellenan con esta fruta fresca, a la que puede retirarse el hueso y rellenarse con azúcar. Entonces se envuelve completamente con masa y se echan al agua hirviendo. Cuando empiezan a flotar, se retiran, se espolvorean con azúcar y se sirven. También pueden cubrirse con pan rallado y freírse en mantequilla. A veces se añade canela o crema agria antes de servir.